# تیمنروده
تیمنروده (به آلمانی: Timmenrode) یک منطقهٔ مسکونی در آلمان است که در بلنکنبورگ واقع شده‌است. تیمنروده ۱٬۰۶۸ نفر جمعیت دارد.